# Secondigny

Secondigny este o comună în departamentul Deux-Sèvres, Franța. În 2013 avea o populație de 1,822 de locuitori.